# Мак-Аллен
Мак-Аллен (англ. McAllen) — місто (англ. city) в США, в окрузі Ідальго на півдні штату Техас. Місто розташовано за 8 км від річки Ріо-Гранде та мексиканського кордону й за 110 км вгору по Ріо-Гранде від Мексиканської затоки, на іншому боці річки від мексиканського міста Рейноса. Населення — 142 210 осіб (2020); агломерації МакАллен-Единбург-Мішен — 741 152 осіб (2009 рік).
У МакАллені розташований МакАллен-Миллер міжнародний аеропорт — найбільший аеропорт долини Ріо-Гранде. У передмісті МакАллену Единбурзі розташован Університет Тексас-Пан-американський з 17 тисячами студентів. У районі МакАллену у 5 містечках розміщений Південно-техаський коледж з 27 тисячами студентів. Мається МакАлленський ботанічний сад на 3,6 га з наголосом на пальмових видах.

## Географія
Мак-Аллен розташований за координатами 26°13′7″ пн. ш. 98°14′46″ зх. д. / 26.21861° пн. ш. 98.24611° зх. д. (26.218512, -98.246145). За даними Бюро перепису населення США в 2010 році місто мало площу 126,00 км², з яких 125,21 км² — суходіл та 0,79 км² — водойми. В 2017 році площа становила 152,18 км², з яких 151,14 км² — суходіл та 1,04 км² — водойми.

### Клімат
У МакАллені вологий субтропічний клімат подібний до клімату Тампи з більш спекотним літом й меншими опадами. Середньодобова температура липня — +30 °C, січня — +16 °C. На рік випадає 583 мм опадів з піком у вересні місяці коли трапляються урагани й тропічні шторми.
| Клімат : Мак-Аллен      | Клімат : Мак-Аллен | Клімат : Мак-Аллен | Клімат : Мак-Аллен | Клімат : Мак-Аллен | Клімат : Мак-Аллен | Клімат : Мак-Аллен | Клімат : Мак-Аллен | Клімат : Мак-Аллен | Клімат : Мак-Аллен | Клімат : Мак-Аллен | Клімат : Мак-Аллен | Клімат : Мак-Аллен | Клімат : Мак-Аллен |
| Показник                | Січ.               | Лют.               | Бер.               | Квіт.              | Трав.              | Черв.              | Лип.               | Серп.              | Вер.               | Жовт.              | Лист.              | Груд.              | Рік                |
| Абсолютний максимум, °C | 35,6               | 38,3               | 40,6               | 41,7               | 43,3               | 43,9               | 42,8               | 42,2               | 42,2               | 40,0               | 38,9               | 35,6               | 43,9               |
| Середній максимум, °C   | 21,7               | 23,9               | 27,7               | 30,6               | 33,2               | 35,7               | 36,2               | 36,7               | 33,9               | 30,9               | 26,6               | 22,2               | 29,9               |
| Середній мінімум, °C    | 10,4               | 12,3               | 15,4               | 18,9               | 22,3               | 24,3               | 24,7               | 24,8               | 23,0               | 19,3               | 14,9               | 11,1               | 18,5               |
| Абсолютний мінімум, °C  | −10,6              | −7,2               | −0,6               | 4,4                | 10,0               | 15,0               | 18,3               | 17,8               | 10,0               | 5,0                | −1,1               | −7,8               | −10,6              |
| Норма опадів, мм        | 27                 | 28                 | 26                 | 34                 | 57                 | 66                 | 51                 | 56                 | 114                | 53                 | 23                 | 30                 | 564                |
| Днів з опадами          | 7,4                | 5,4                | 4,0                | 4,2                | 4,8                | 5,4                | 5,5                | 5,4                | 7,5                | 5,6                | 4,1                | 5,9                | 65,2               |
| ----------------------- | ------------------ | ------------------ | ------------------ | ------------------ | ------------------ | ------------------ | ------------------ | ------------------ | ------------------ | ------------------ | ------------------ | ------------------ | ------------------ |
| Джерело: NOAA           |                    |                    |                    |                    |                    |                    |                    |                    |                    |                    |                    |                    |                    |

## Демографія

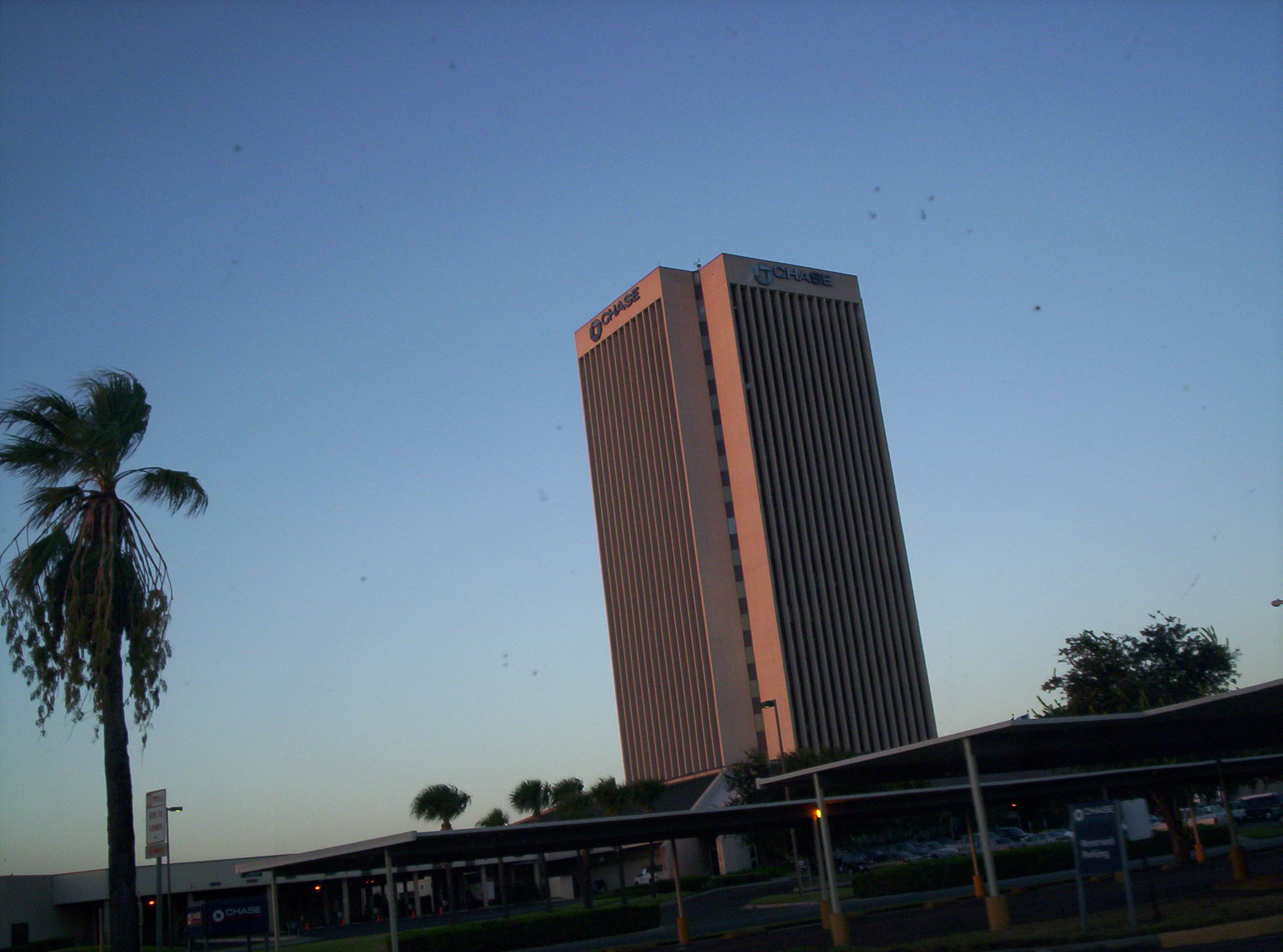
Банк Чейз

Згідно з переписом 2010 року, у місті мешкало 129 877 осіб у 41 573 домогосподарствах у складі 31 823 родин. Густота населення становила 1031 особа/км². Було 45862 помешкання (364/км²).
Расовий склад населення:
| - 83,9 % — білих - 2,6 % — азіатів - 0,9 % — чорних або афроамериканців - 0,4 % — корінних американців - 10,4 % — осіб інших рас |

До двох чи більше рас належало 1,8 %. Частка іспаномовних становила 84,6 % від усіх жителів.
За віковим діапазоном населення розподілялося таким чином: 30,1 % — особи молодші 18 років, 59,0 % — особи у віці 18—64 років, 10,9 % — особи у віці 65 років та старші. Медіана віку мешканця становила 32,2 року. На 100 осіб жіночої статі у місті припадало 91,5 чоловіків; на 100 жінок у віці від 18 років та старших — 87,2 чоловіків також старших 18 років.
Середній дохід на одне домашнє господарство становив 67 041 долар США (медіана — 44 254), а середній дохід на одну сім'ю — 72 603 долари (медіана — 49 348). Медіана доходів становила 40 481 долар для чоловіків та 33 505 доларів для жінок. За межею бідності перебувало 26,1 % осіб, у тому числі 34,9 % дітей у віці до 18 років та 23,3 % осіб у віці 65 років та старших.
Цивільне працевлаштоване населення становило 57 152 особи. Основні галузі зайнятості: освіта, охорона здоров'я та соціальна допомога — 29,7 %, роздрібна торгівля — 14,6 %, мистецтво, розваги та відпочинок — 10,6 %, науковці, спеціалісти, менеджери — 9,6 %.